# Seven Days: Friday – Sunday
Seven Days: Friday – Sunday též Sebundeizu FRIDAY → SUNDAY je japonský hraný film z roku 2015, který režíroval Kenji Yokoi podle vlastního scénáře. Jedná se o druhou část příběhu o vztahu dvou středoškoláků, o jehož počátku pojednává film Seven Days: Monday – Thursday. Film byl natočen podle komiksu.

## Děj
Je pátek a Seryou Touji a Shino Yuzuru spolu chodí od pondělí. Shino žárlí na Seryoua, kterému neustále volá jeho bývalá dívka. Také nerad vidí, jak je Seryou oblíbený u studentek. Je do Seryoua zamilovaný, ale nechce mu to říct. Seryou nechápe, proč je pořád tak nevrlý, ale sám mu o svých pocitech také neřekne. V sobotu jdou do bytu k Shinovi, kde zjistí, co k sobě navzájem cítí. Přesto je posléze Shino opět odtažitý. V neděli jde Shino do lukostřeleckého oddílu, což při tréninku rozptyluje Seryoua. Po skončení Seryoua požádá, aby spolu chodili i po skončení týdne. V pondělí ráno jejich vztah pokračuje.